# KVB

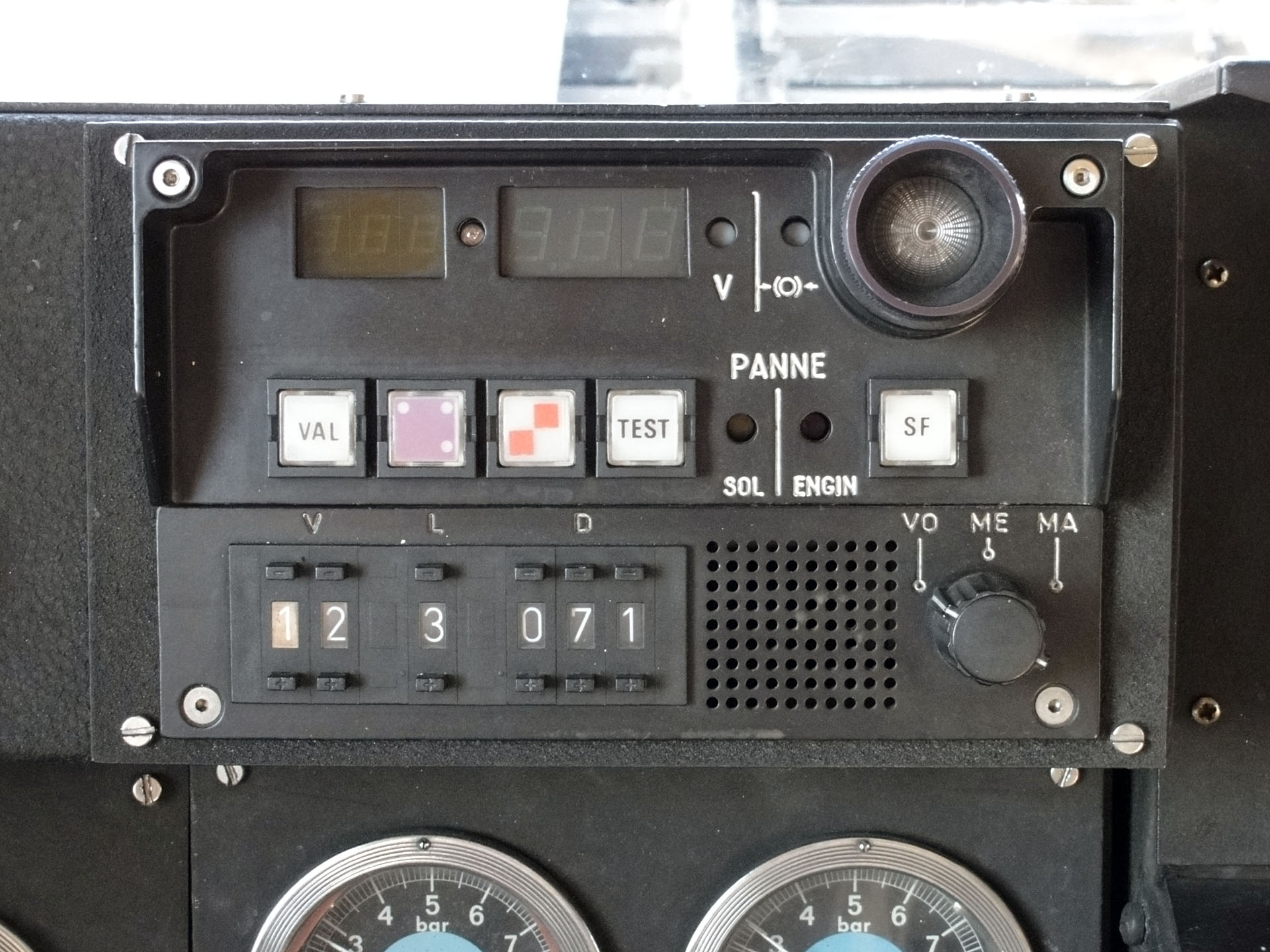
Система KVB. У верхній частині панель керування/візуалізації, у нижній панель вводу даних

KVB (фр. Contrôle de Vitesse par Balise | Контроль швидкості через балізи) — Система контролю швидкості з допомогою баліз. Обладнання для безпеки, яке використовується SNCF для моніторингу та безпосереднього контролю швидкості поїздів.

## Історія розробки
Безпека руху рухомого складу залежить від трьох факторів:
- Систем безпеки, що використовуються на залізниці;
- Правил (Регламенту);
- Людського фактору.

З усіх цих факторів людський є найслабшим.
У 80-х роках після низки аварій на французьких залізницях, які спричинили машиністи через недосконалу систему безпеки, SNCF приходить до висновку, що нинішня система не в змозі запезпечити необхідний її рівень.
SNCF вирішує використати систему, розроблену шведською компанією Ericson, яка здійснює безперервний контроль швидкості з передачею інформації через балізи та в подальшому обладнати нею весь рухомий склад, який наразі використовується в компанії та буде використовуватись в майбутньому.

## Загальні відомості

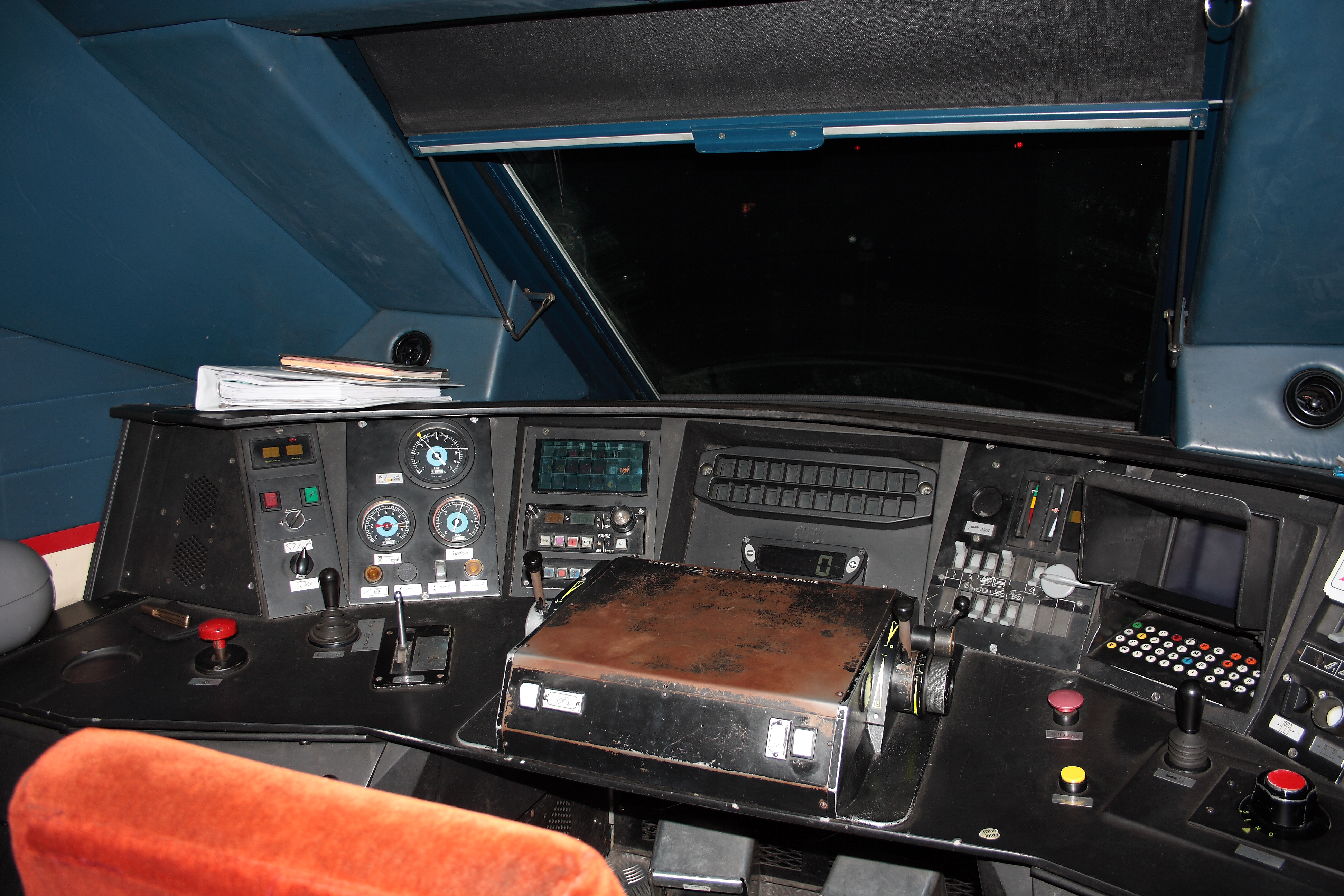
Кабіна поїзда TGV TMST. Пенель KVB знаходиться між манометрами гальмівної системи та спідометром

KVB — це система безперервного контролю швидкості з одноразовою передачею даних.

Ця система гарантує:
- Зупинку поїзда у разі проїзду закритого сигналу світлофору (Певних типів світлофорів. Рух через закриті світлофори з таблицею Nf (Безумовно-заборонні) з ввімкненими двома червоними ліхтарями (фр. Carré) заборонений і завжди викличе введення в дію екстрених гальм поїзда, незалежно від подальших дій машиніста), також приведення в дію екстрених гальм у разі непідтвердженого машиністом попереджувального сигналу системи.
- Моніторинг тимчасових та постійних обмежень швидкості, а у разі їх перевищення приведення в дію екстрених гальм;
- Прийом даних, моніторинг, контроль та генерування вказівок щодо швидкості безпосередньо самою системою, в залежності від умов руху рухомого складу.

Якщо швидкість поїзда стає небезпечною для даних умов (перевищує обмеження на величину 10 км/год) система вводить в дію екстрені гальма.

## Обладнання та принцип дії системи

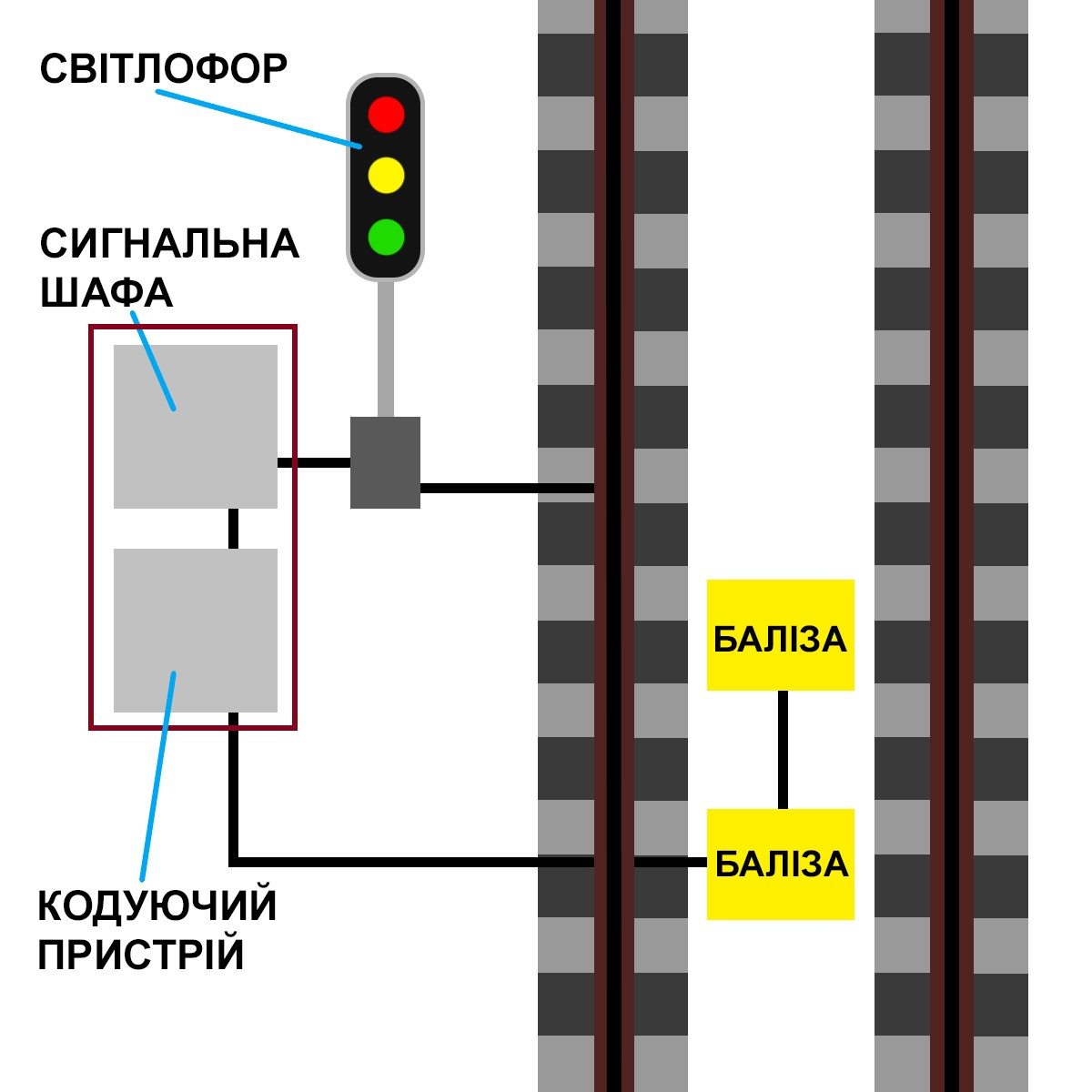
Спрощена схема системи KVB

Бортове обладнання KVB складається з приймаючого пристрою(фр. Bord), та бортового комп’ютера.

Наземне обладнання KVB складається з кодувального пристрою, сигнальної шафи та баліз.

До складу приймаючого пристрою входять:
- Приймальна антена;
- Обчислювач;
- Панель керування системою KVB(панель візуалізації);
- Панель вводу даних KVB.

Обчислювач визначає швидкість поїзда (При русі поїзда приймаючий пристрій запускає сигнал до баліз, їх двоє по шляху проходження поїзда, різниця в прийомі сигналу від одної балізи і іншої визначає швидкість поїзда, дані відправляються до обчислювача. Менший час відклику між балізами — більша швидкість поїзда), перевіряє чи не перевищує вона обмеження, що встановлені на даній ділянці та за необхідності застосовує екстрене гальмо.

### Принцип дії системи
Є певна інформація стосовно сигналів та швидкості на даній ділянці маршруту. Ці дані через сигнальну шафу передаються до кодувального пристрою, який перетворює їх в зрозумілі для бортового комп’ютера поїзда та відправляє до баліз, що розташовуються посеред рейок. При русі рухомого складу його приймаючі пристрої з допомогою антен приймають дані, що були відправлені з баліз, які потрапляють до комп’ютера, що декодує їх та обробляє. Оброблена комп’ютером інформація виводиться на дисплеях системи KVB (панель візуалізації), панель якої знаходиться на пульті управління поїздом та стає доступною для машиніста, який на її основі приймає рішення щодо управління рухомим складом. Всі ці дії виконуються дуже швидко — допустима швидкість руху поїзда до 500км/год але не весь час, система передає інформацію лише тоді, коли баліза отримує сигнал певної частоти від приймального пристрою поїзда, в іншому випадку вона не діє. Детальніше, щодо баліз, нижче.

### Типи баліз

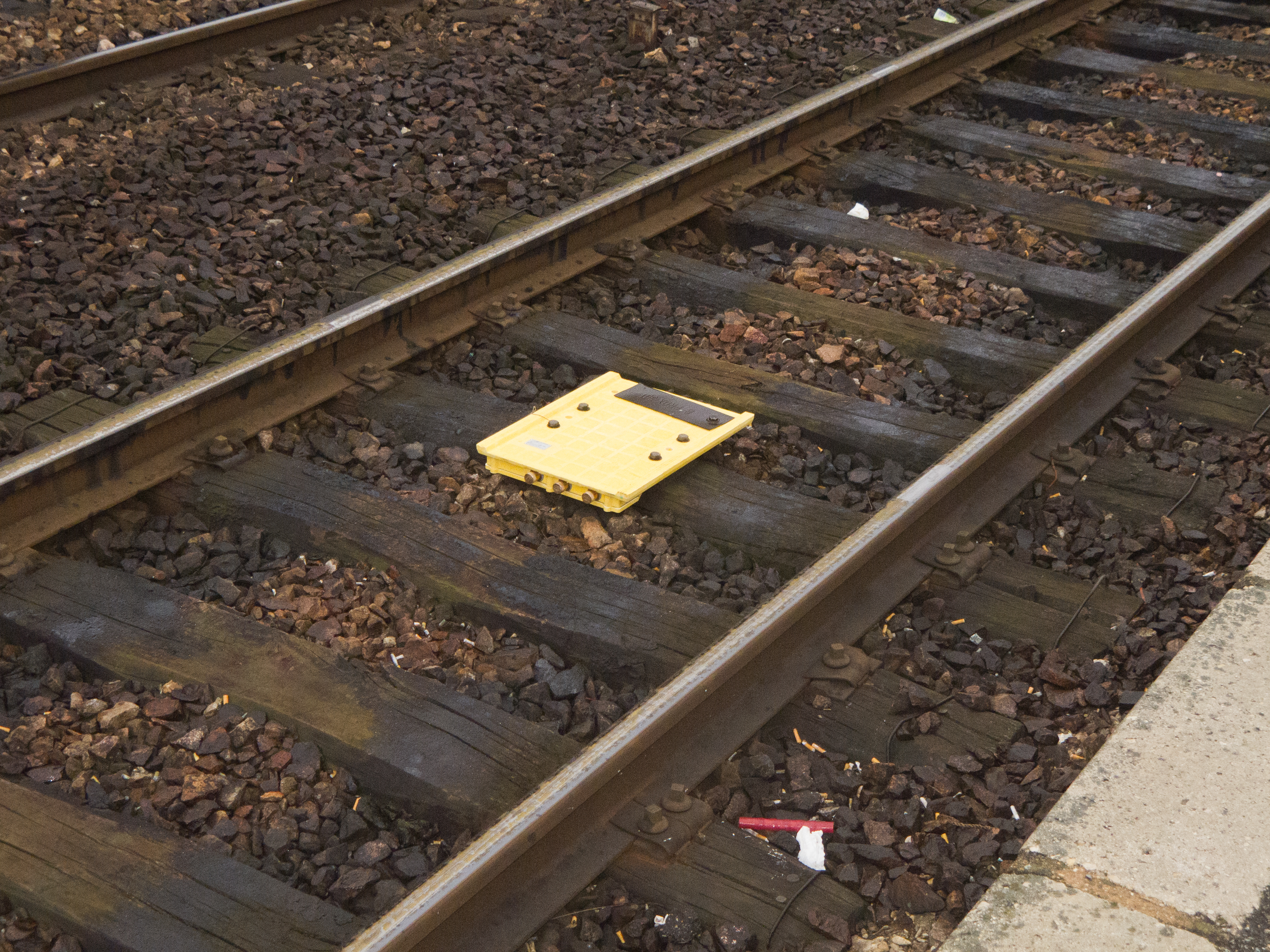
Баліза KVB

Є два типи баліз: незмінні (фіксовані) та змінні (нефіксовані).
Фіксовані балізи передають незмінні дані, наприклад, у випадку постійних обмежень швидкості на даній ділянці.
Змінні балізи передають інформацію змінного характеру, наприклад, тимчасові обмеження швидкості тощо.
Балізи KVB є енергонезалежними (пасивними) — вони не підключені до будь-якого зовнішнього джерела живлення на відміну від системи “крокодил”, що використовувалась раніше (“ Крокодили” залишились на маршрутах і багато типів поїздів сьогодні можуть рухатись під їхнім контролем, навіть поїзда TGV але ними не користуються там, де є інші системи безпеки — KVB, ETCS чи TVM для TGV, щоб уникнути плутанини між показами систем безпеки.) Необхідна їм енергія отримується від приймальних пристроїв рухомого складу, які випромінюють сигнал, що індукує в котушці Баліз електричний струм. Він дає їм можливість передавати інформацію з кодувального пристрою до приймального на борту поїзда.

## Панель керування та вводу даних

### Панель керування/візуалізації
Дана панель забезпечує прямий і зворотній зв’язок між машиністом поїзда, приймальним пристроєм та комп’ютером. Вона показує машиністу інформацію про стан системи, максимально-допустиму швидкість, здатна попереджувати його щодо тимчасових обмежень швидкості, сигналів зупинки, перевищення швидкості та деяких несправностей. При цьому слід зазначити, що система KVB є лише системою безпеки, яка призначається для запобігання аварійним ситуаціям і яка не показує величину постійних та тимчасових обмежень швидкості, а лише попереджує про їх наявність.

Опис панелі візуалізації:

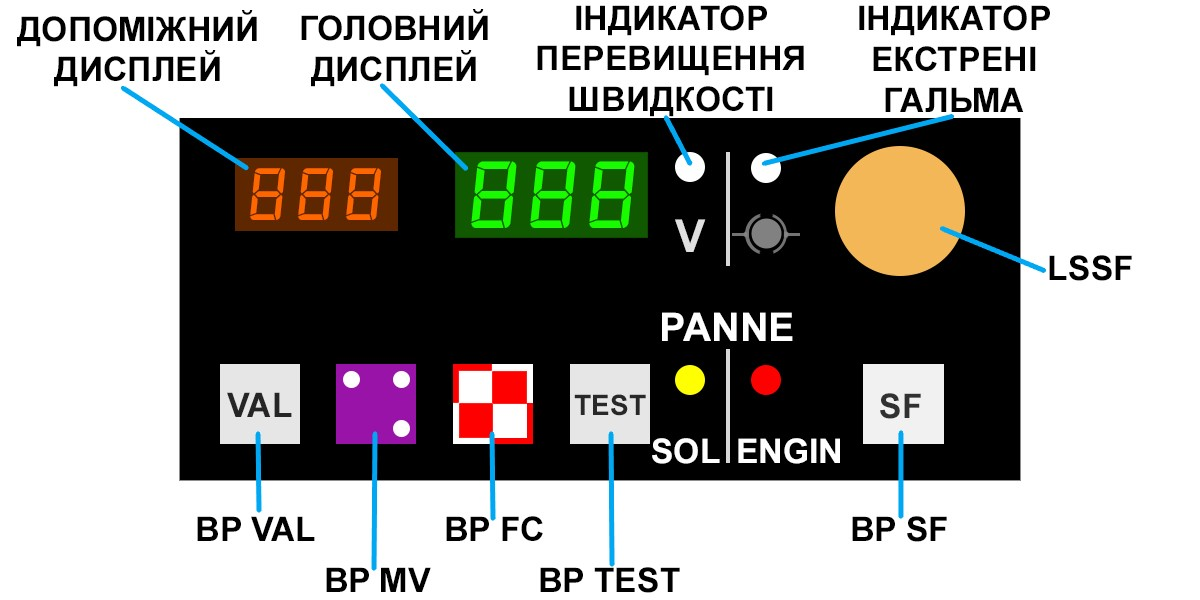
Схема панелі керування/візуалізації KVB

 Головний дисплей – зелені символи інформують машиніста щодо встановленої швидкості маршруту;
- Допоміжний дисплей — жовтогарячі символи показують інформацію щодо обмежень заданої швидкості але саму швидкість не показують;
- Індикатор перевищення швидкості (білий) (“V”) - вмикається при перевищенні швидкості на 5 км/год, встановленої на маршруті, згідно з даними комп’ютера;
- Індикатор активування екстрених гальм (білий) (“FU”) - вмикається при введенні в дію екстрених гальм. Гальма вмикаються при перевищенні дозволеної швидкості поїзда на 10 км/год;
- Кнопка підтвердження попереджувального сигналу (BP-VAL) — натискається машиністом при певних умовах, наприклад, при проїзді жовтого сигналу світлофору, інакше, після 5 секунд бездіяльності вводяться в дію екстрені гальма;
- Службові кнопки (BP-MV, BP-FC);
- Кнопка тестування системи (BP-TEST);
- Індикатор замикання на землю (жовтий) (“SOL”) - вмикається при замиканні системи;
- Індикатор несправності двигуна (червоний) (“ENGIN”) - вмикається при знайденій несправності одного або декількох двигунів поїзда;
- Сигнальний ліхтар (жовтий) (LS-SF) – вмикається при необхідності підтвердження сигналу;
- Кнопка для гасіння ліхтаря LS-SF (BP-SF).

### Панель вводу даних
Система KVB стандартизована та універсальна і використовується на різних поїздах, з різними показниками максимальної швидкості, довжини, тощо. Щоб забезпечити її правильну роботу на рухомих складах дана система має панель, з допомогою якої машиніст може вносити в комп’ютер різні параметри руху поїзда, в залежності від його конфігурації на даний час.
Коли склад поїзда незмінний, наприклад, поїзда TGV, які весь час курсують в однаковій конфігурації (постійне число вагонів/локомотивів), що відома системі заздалегідь, то вносити машиністу дані не потрібно. Панель даних на подібних поїздах не встановлюється взагалі, всі необхідні дані вже внесені в комп’ютер заздалегідь і за необхідності програмуються при технічному обслуговуванні поїзда. Також не потрібно вносити зміни до системи при зчепленні поїздів однакової конфігурації, наприклад, зчеплення двох составів TGV в один, комп’ютер адаптується і до таких ситуацій але причеплення до такого рухомого складу інших вагонів недопускається.
Тому панель вводу даних є лише на тих поїздах, склад яких змінюється, наприклад, на локомотивах.

Панель вводу даних включає в себе:
- Два коліщатка з кнопками для задання максимальної швидкості руху поїзда, V, в десятках км/год;
- Коліщатко з кнопками для задання довжини поїзда, L, в сотнях метрів;
- Три коліщатка з кнопками для задання коефіцієнту уповільнення рухомого складу,D , в сотих частках м/с².
- Перемикач класу поїзда з трьома позиціями: пасажирські поїзда (фр.Voyageur), кур’єрські (легкі вантажні поїзда з різноманітним вантажем, що часто курсують вночі, при більшій швидкості, ніж вантажні і з меншою кількістю вагонів(фр.Messagerie)) та важкі вантажні поїзда(фр.Marchandise).
- Динамік, що відтворює звукові сигнали системи.

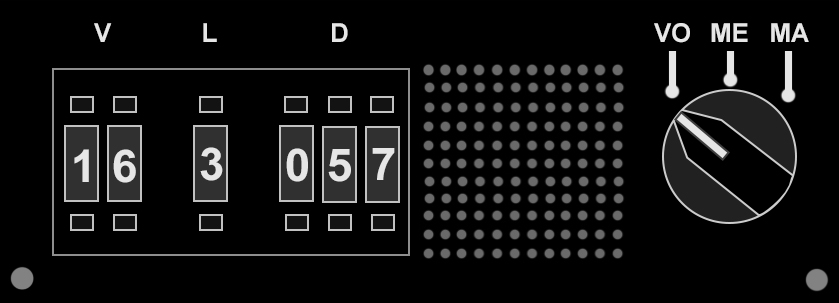
Схема панелі вводу даних панелі KVB

Розшифровування даних, що введені в панель вводу на картинці:
- Максимально-допустима швидкість (16) = 160 км/год;
- Довжина поїзда (3) = 300м;
- Коефіцієнт уповільнення поїзда (057) = 0,57 м/с²;
- Клас рухомого складу — VO (voyageur – пасажирський).

Коліщатко “L” може мати значення, що дорівнює нулю, тоді, коли локомотив відчеплений від вагонів та курсує окремо, при цьому система буде додавати до нуля 20 метрів.

## Повідомлення, що виводяться на дисплеях системи KVB
| Приклад повідомлень | Розшифрування інформації                                                                       | Примітка |
| ------------------- | ---------------------------------------------------------------------------------------------- | --- |
|                     | Введена несумісна з базою даних інформація.                                                    | Неправильно введена інформація/конфлікт введених значень. |
|                     | Виконується самотестування системи.                                                            | Вмикається автоматично при запуску або при натисканні кнопки “TEST”. |
|                     | Активний контроль швидкості.                                                                   | Обмеження максимальної швидкості більше ніж 160 км/год., якщо немає інших обмежень. Повідомлення показується тільки для поїздів, які можуть рухатись з швидкістю, що перевищує 160 км/год.    |
|                     | Попередня перевірка швидкості. Швидкість попереджувального сигналу.                            | Повідомлення показується тільки для поїздів, які можуть рухатись з швидкістю, що перевищує 160 км/год. Швидкість при показі повідомлення є меншою за 160 км/год і її заборонено перевищувати. |
|                     | Активний контроль швидкості.                                                                   | Повідомлення показується при обмеженні швидкості 160 км/год. та показується тільки для поїздів, які можуть рухатись з швидкістю, що перевищує 160 км/год.                                     |
|                     | Активний контроль швидкості.                                                                   | Максимальна допустима швидкість менша ніж 160 км/год. |
|                     | Попередження про тимчасове обмеження швидкості, перед початком ділянки                         | |
|                     | Активний контроль тимчасового обмеження швидкості                                              | |
|                     | Попередження про сигнал зупинки попереду. Максимальна швидкість під’їзду до сигналу 30 км/год. | |
|                     | Попередження про сигнал зупинки попереду. Максимальна швидкість під’їзду до сигналу 10 км/год. | |
|                     | Активна перевірка швидкості.                                                                   | Показується при обмеженні швидкості 30 км/год. |
|                     | Задіяні екстренні гальма                                                                       | |
|                     | Контроль швидкості при активній передачі даних через балізи                                    | |

## Робота та логіка системи KVB
KVB виконує різні перевірки в режимі реального часу:
- Моніторинг максимальної дозволеної швидкості поїзда;
- Контроль уповільнення рухомого складу;
- Контроль та моніторинг переходу на слідуюче обмеження швидкості;
- Контроль та моніторинг тимчасових та постійних зон обмежень швидкості;		- * * * Моніторинг та контроль проїзду сигналів зупини.

### Моніторинг та контроль швидкості поїзда

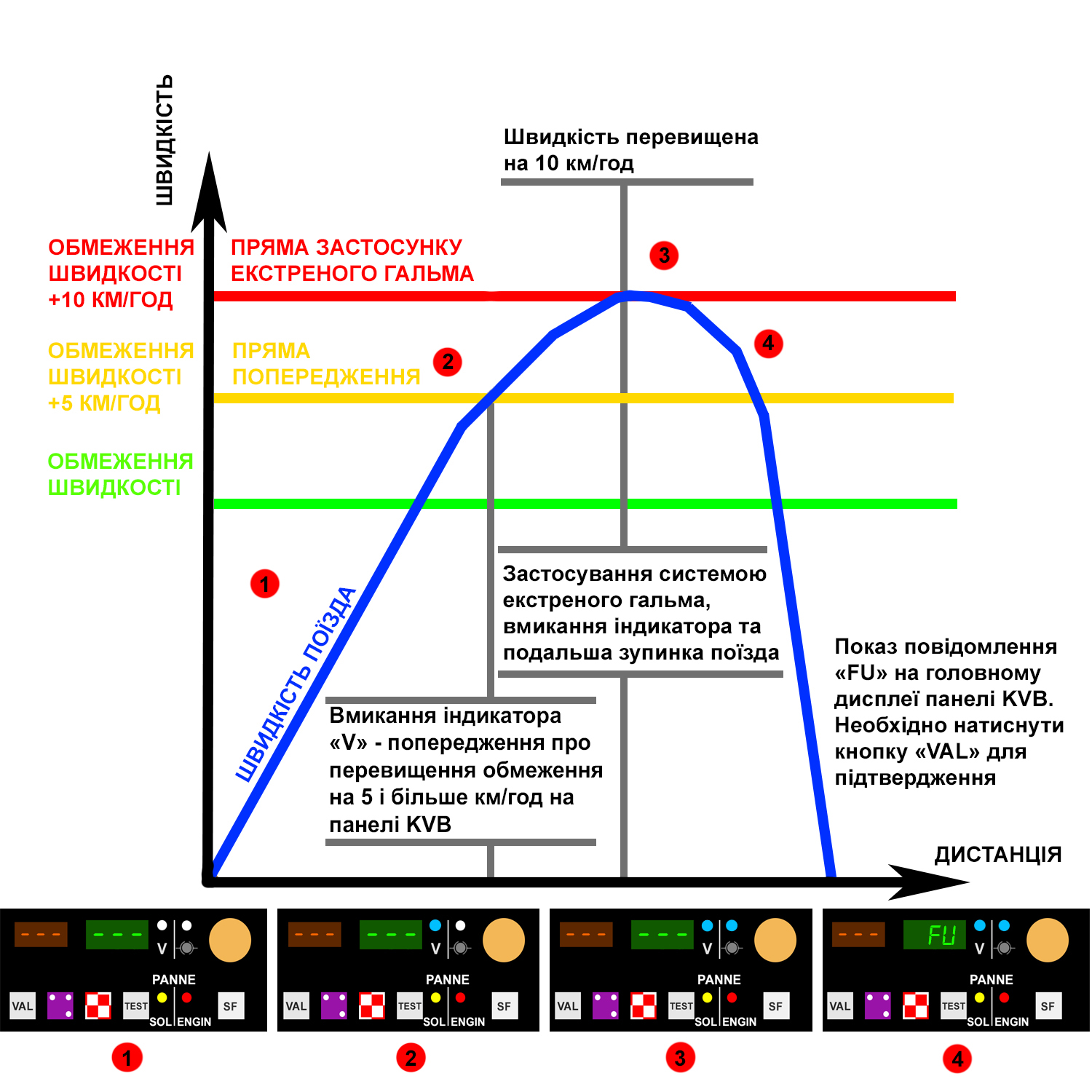
Графік, що демонструє логіку роботи KVB при перевищенні максимально-допустимої швидкості під час слідування по маршруту

KVB контролює максимальну дозволену швидкість поїзда через:
- Швидкість, що надається системі від бортового вимірювального обладнання потяга;
- Швидкість, що вимірюється з допомогою баліз, які надсилають інформацію щодо поточних обмежень швидкості на ділянці до приймального пристрою поїзда.

Якщо швидкість поїзда перевищує або дорівнює встановлене на маршруті обмеження більше  ніж на 5 км/год, машиніста попереджає:
1. Індикатор перевищення швидкості "V", який вмикається на панелі керування KVB;
2. Запуск звукового сигналу "ТУТ" протягом 2 с;
3. Дані на головному дисплеї починають миготіти, якщо швидкість поїзда зменшується.

Якщо швидкість поїзда перевищує обмеження на 10 км/год спрацьовують екстрені гальма поїзда і при цьому:
1. Вони діють до повної зупинки поїзда;
2. Підсвічується індикатор спрацювання екстренних гальм на панелі KVB, також на головному дисплеї системи показується “FU”, що також свідчить про задіяння екстренних гальм.

На не обладнаних системою KVB ділянках залізниці вона постійно контролює граничну швидкість для даного типу поїзда, згідно з даними введеними на панелі ввода даних чи комп’ютером.

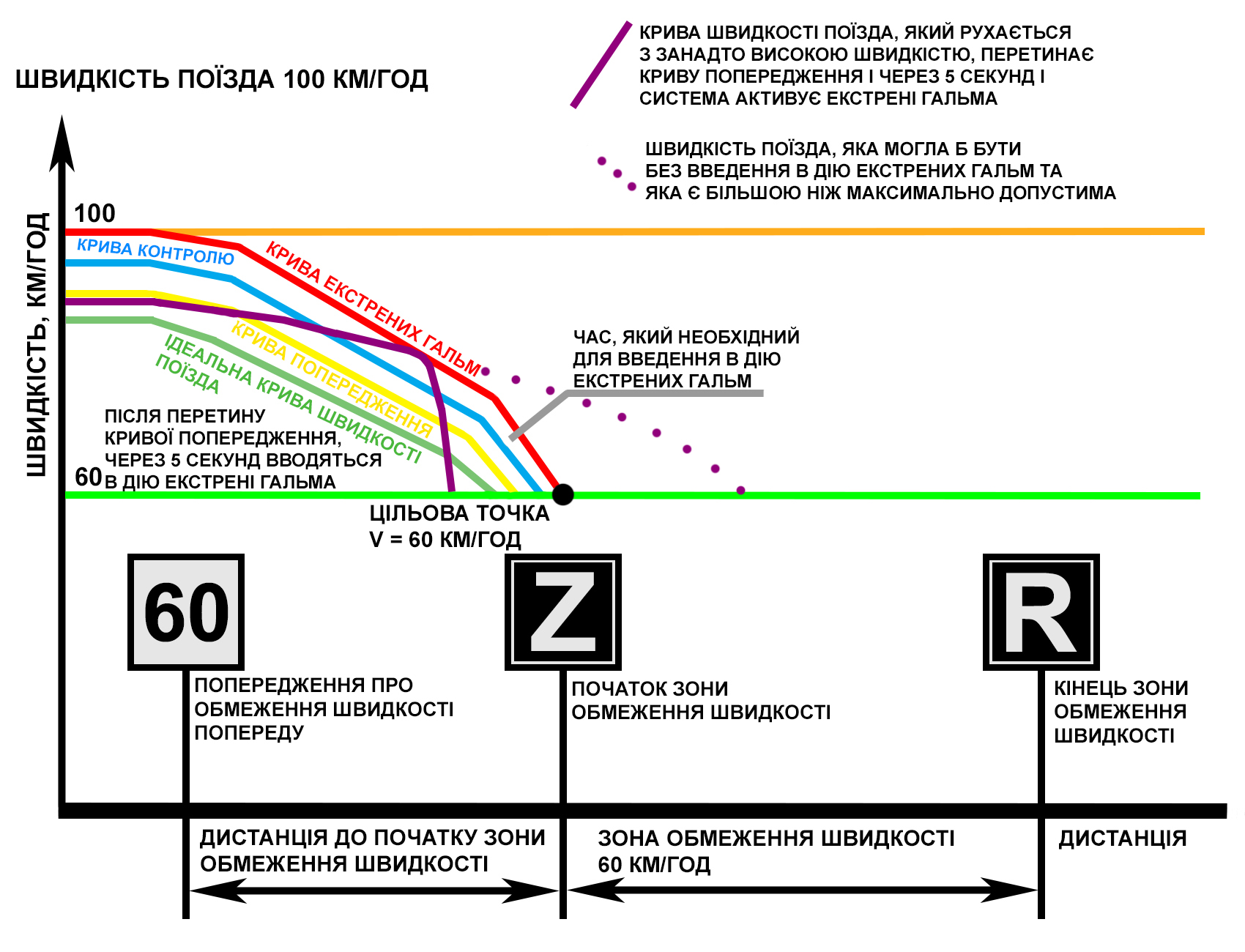
Графік, що показує логіку системи KVB при наближенні до зони постійного обмеження швидкості

При наближені поїзда до зони із постійним обмеженням швидкості система KVB отримує повідомлення через балізи щодо її величини та дистанції до початку зони обмеження. Система розраховує так звану цільову точку, що дорівнює обмеженню швидкості руху в місці початку дії цього обмеження, використовуючи для цього швидкість поїзда в теперішній момент та інформацію надану балізами. Маючи ці дані, вона розраховує декілька кривих:
- Криву попередження;
- Криву контролю;
- Криву введення в дію екстрених гальм;
- Криву зменшення теперішньої швидкості поїзда (якщо вона зменшується)

Крива попередження показує верхній граничний темп зменшення швидкості, при перетині якого кривою теперішньої швидкості на панелі KVB ввімкнеться індикатор перевищення швидкості зі звуковим сповіщенням, в машиніста є 5 секунд, щоб прискорити зменшення швидкості руху поїзда до безпечної, інакше автоматично будуть введені в дію екстрені гальма, для забезпечення безпеки.
	Крива контролю використовується щоб мати певний запас в часі та швидкості, який потрібний для приведення всіх гальмівних механізмів в дію, у випадку коли машиніст не вживає ніяких заходів для прискорення гальмування або його зусилля є недостатніми, щоб кінцева швидкість поїзда в точці початку дії обмеження швидкості дорівнювала чи була б меншою, ніж розрахована KVB швидкість.
Крива зменшення теперішньої швидкості поїзда має бути меншою ніж крива попередження та ніколи не доходити до кривої контролю, задля запобігання включенню аварійних гальм.

Іншими словами система розраховує темп гальмування поїзда і якщо вона виявляє те, що машиніст гальмує недостатньо чи не гальмує взагалі то активує екстрені гальма, тим самим не допускає в’їзд поїзда з перевищенням швидкості на ділянку з обмеженням.

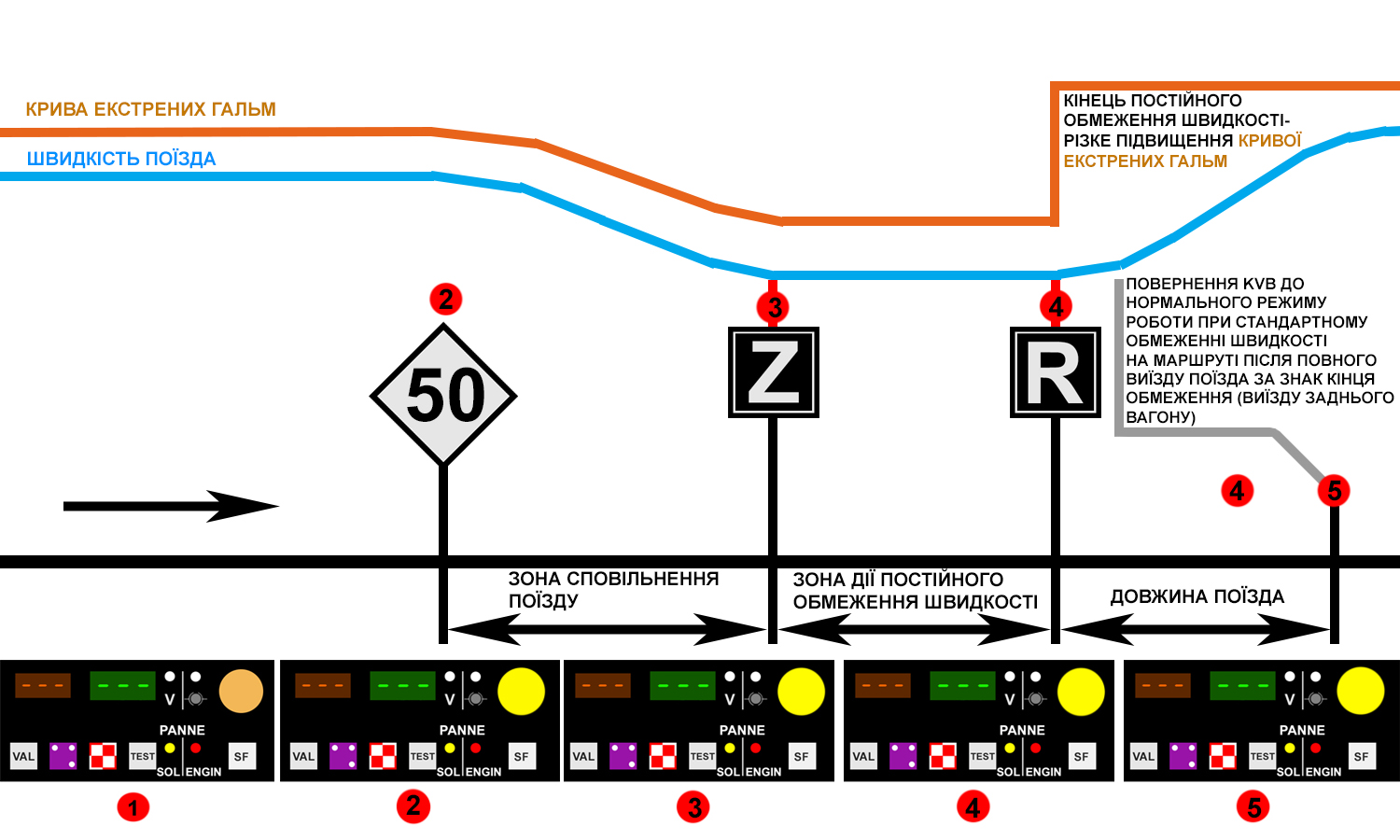
Графік, що демонструє логіку роботи системи при наближенні до зони постійного обмеження швидкості, зі знаками у формі ромба, проїзд яких супроводжується попереджувальним сигналом в кабіні, який має підтвердити машиніст

При проходженні поїзда повз знак, що попереджає про постійні чи тимчасові обмеження швидкості попереду, лампа LSSF на панелі керування KVB починає миготіти та потребує підтвердження від машиніста, інакше, через 5 секунд будуть введені в дію екстрені гальма. 	

Підтверджувати проїзд знаку постійного обмеження швидкості квадратної форми не потрібно. При прослідувані поїзда через зону постійного обмеження швидкості зі знаком квадратної форми KVB на обох дисплеях буде показувати |---|---| - активний контроль швидкості і більше нічого. Кінець всіх обмежень швидкості настає лише тоді, коли останній вагон поїзда прослідує повз знак, що зображує кінець обмеження швидкості.

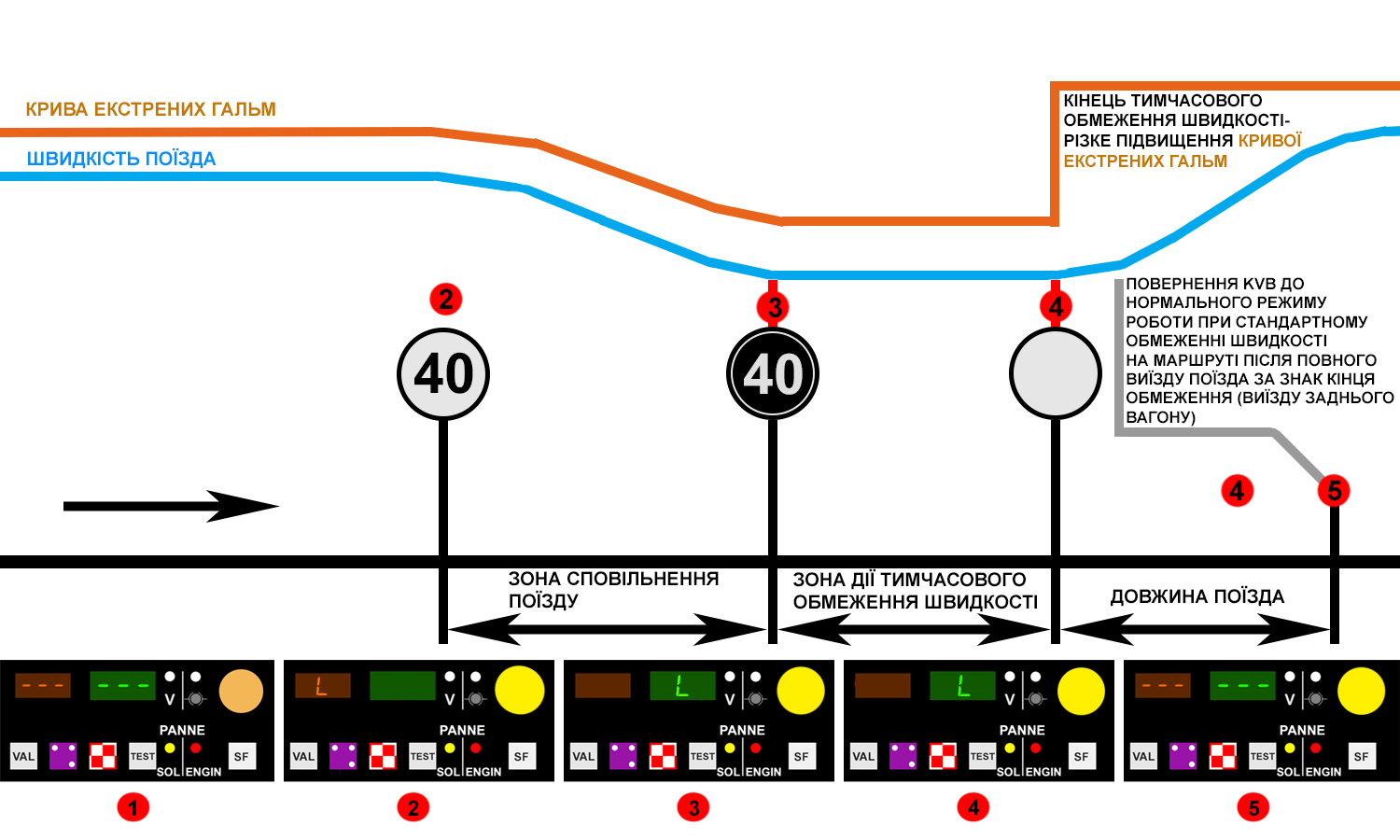
Графік, що демонструє логіку роботи системи при наближенні до зони тимчасового обмеження швидкості, зі знаками круглої форми, проїзд яких супроводжується попереджувальним сигналом в кабіні, який має підтвердити машиніст

Підтвердження від машиніста потребують лише знаки:
- Постійного обмеження швикдості у формі ромба;
- Тимчасового обмеження швидкосі у формі круга.

### Моніторинг та контроль проїзду сигналів світлофорів
Перед тим,декілька важливих слів щодо світлофорного регулювання на французькій залізниці...

Є два типи світлофорів умовно-дозволяючі і безумовно-заборонні. Вони позначаються табличкими, що закріплені на кожному світлофорі.
Безумовно-заборонні світлофори позначаються табличкою “Nf”. Вони також забезпечені сигнальним "ліхтарем-вушком", який означає ,що поїзд може прослідувати сигнал. Якщо "вушко" не горить - це означає
безумовний сигнал зупинки. Такий сигнал не можна прослідувати без дозволу диспечера. 
умовно-дозволяючі світлофори позначаються табличками з написом “F”. На них не
встановлюється "вушко". Один червоний вогонь (фр. semaphore) на таких світлофорах може бути прослідуваний поїздом після його повної зупинки, та зі швидкістю, що не  перевищує 30 км/год. Один миготливий червоний вогонь може бути прослідуваний з максимальною швидкістю 15 км/год. Два червоних (Вушко не горить) — рух заборонено. Жовтий сигнал — дозволено рух з обережністю, зі зменшенням швидкості, слідуюча блок-дільниця зайнята.  Зелений сигнал — маршрут вільний, дозволено рух із зазначеною швидкістю

При проїзді відкритого (зеленого) сигналу світлофору система видає характерний звук „БІП“. У випадку проїзду „не зеленого” сигналу світлофору система видає інший звук і ліхтар LSSF на панелі KVB починає миготіти, машиніст має підтвердити попереджувальний сигнал шляхом натискання кнопки VAL на тій самій панелі. У тому випадку, якщо машиніст не підтвердить сигнал через 5 секунд система автоматично активує екстрені гальма, при цьому на основному дисплеї системи буде повідомлення “FU”, сигналізуючий про них та буде горіти індикатор введення в дію екстренних гальм.

У випадку, якщо у наступного світлофору будуть також ввімкнені жовті ліхтарі швидкість його перетину і подальша швидкість поїзда обмежується 30 км/год, незалежно від швидкості на даній ділянці. Діє обмеження до проїзду поїздом відкритого (зеленого) сигналу світлофору.
Інформація доповнюється...